# Язы
Язы (укр. Язи) — село в Бисковичской сельской общине Самборского района Львовской области Украины.
Население по переписи 2001 года составляло 645 человек. Занимает площадь 3,07 км². Почтовый индекс — 81453. Телефонный код — 3236.